# Микрорайон

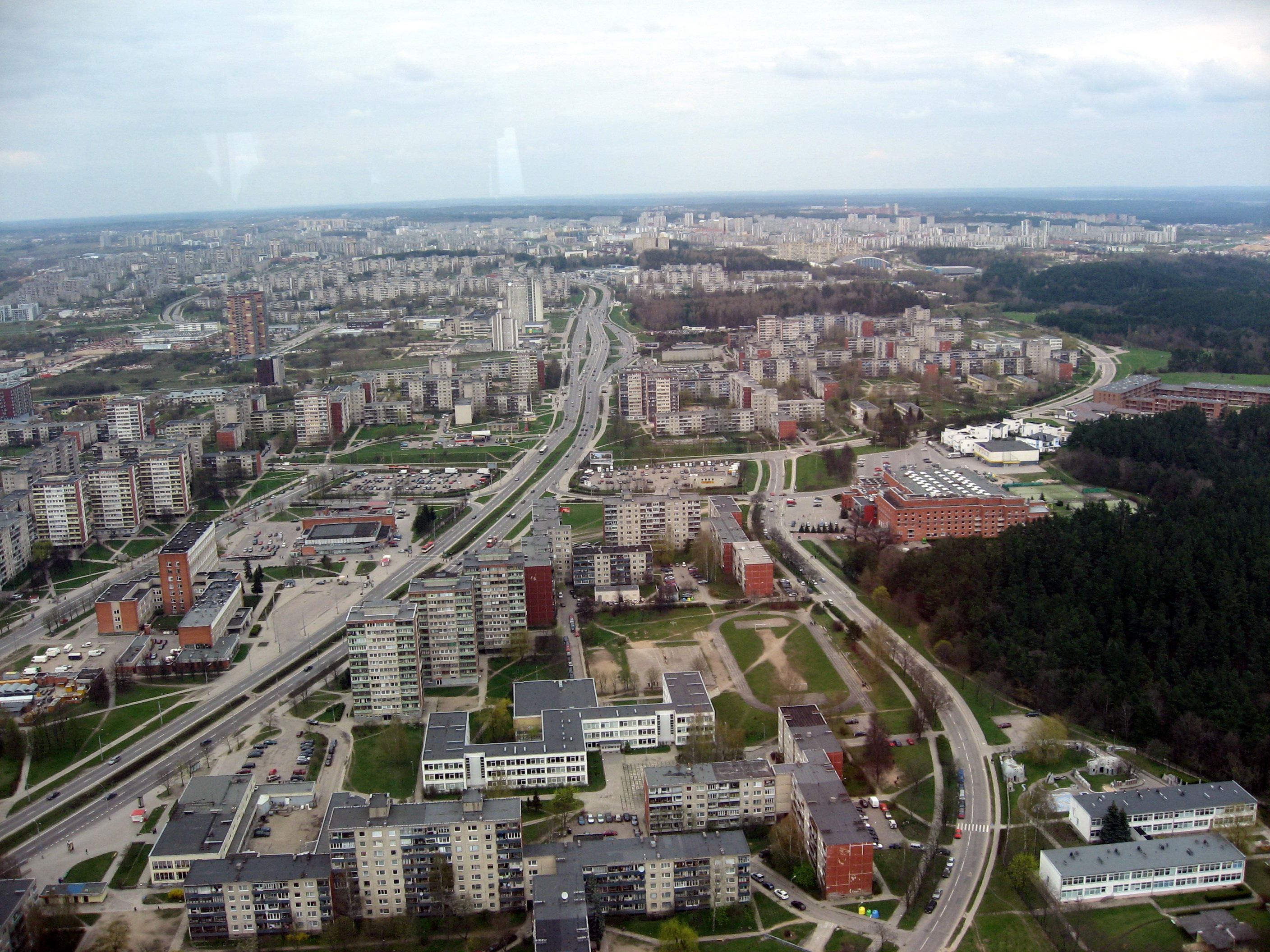
Микрорайон советской застройки (на переднем плане) в Вильнюсе (Каролинишкес) и его атрибуты: школа (в центре), детсад (справа), поликлиника (слева), торговый центр (выше поликлиники), жилые дома

Микрорайо́н (от  μικρός — маленький и фр. rayon — луч, радиус) — первичная единица городской жилой застройки, представляющая собою комплекс жилых домов и учреждений бытового обслуживания, примыкающая к транспортным магистралям.

## История
Учреждения культурно-бытового обслуживания стали добавлять к застройке жилых кварталов в начале 1920-х гг. В 1922—1923 годах советский архитектор Леонид Веснин, проектируя квартал для Симоновской слободы в Москве, наряду с жилыми домами включил туда столовую, детский сад, баню, прачечную, ремонтную мастерскую и детские площадки. В то же время Сергей Чернышев и Николай Колли спроектировали другой подобный квартал, также в Москве. На западе принцип квартала с жилыми зданиями и учреждениями бытового обслуживания сформулировал Кларенс Перри из США в 1923 году. В 1929 году он представил схему идеального городского микрорайона с жилыми зданиями на 5000 человек; со школой, двумя церквями, общественным зданием — в центре и магазинами — по углам. В том же году Перри представил для генерального плана Нью-Йорка «формулу единицы соседства», состоящую из шести положений, согласно которым, например, школа должна находиться в центре такой единицы, а озеленение должно занимать одну десятую её территории. С тех пор под названием «единиц соседства» в застройке многих городов Европы и Америки встречаются планировочные элементы, аналогичные советским микрорайонам по своим функциям и структуре.
В СССР непременными атрибутами микрорайона были следующие учреждения культурно-бытового обслуживания: детские сады, школы, столовые, магазины.

## Особенности микрорайонов в городах бывшего СССР
Микрорайоны часто получали цифровые обозначения («1-й микрорайон», «2-й микрорайон» и т. д.), иногда использовались римские цифры (например, «I микрорайон»).
В Новосибирском Академгородке и подмосковном городе Пущино микрорайоны получили не числовое, а буквенное обозначение — А, Б, В, Г и Д;
название «Микрорайон „Щ“» в Новосибирском Академгородке связано с тем, что строители Академгородка, жившие на месте будущего микрорайона, селились в щитовых деревянных одноэтажных домах на две-четыре квартиры. На схемах для простоты это место обозначали буквой «Щ» — она и дала название микрорайону.
Микрорайоны также могут иметь и исторические названия (например, возникший в 1960-х годах микрорайон Аэродром в Гатчине получил название от находящегося ранее на его месте военного аэродрома).

## Микрорайоны в современных деревнях
В 2001 году к деревне Васкелово Всеволожского района Ленинградской области был присоединён микрорайон «Зеркальный». Постановлением администрации Куйвозовской волости № 15 от 29 марта, посёлок Зеркальный был переименован в «микрорайон „Зеркальный“ деревни Васкелово» и присоединён к деревне.
В микрорайоне 14 улиц.
Согласно областному закону № 105-ОЗ в микрорайоне «Зеркальный» деревни Васкелово, продолжают выделяться земельные участки под индивидуальное жилищное строительство.

## Недостатки микрорайонов
Замкнутых дворов в микрорайонах обычно нет. Огромные пустые пространства между домами жителям трудно освоить психологически — они остаются чужими. Такие пространства сложнее контролировать с точки зрения безопасности, поддержания чистоты и ответственности жителей за территорию. Когда дом, как это обычно бывает в микрорайоне, не выходит фасадом на улицу, а располагается в глубине участка, то у жильцов возникает естественная потребность огородить свою территорию. В результате в городе формируется стена бесконечных заборов.

## Галерея

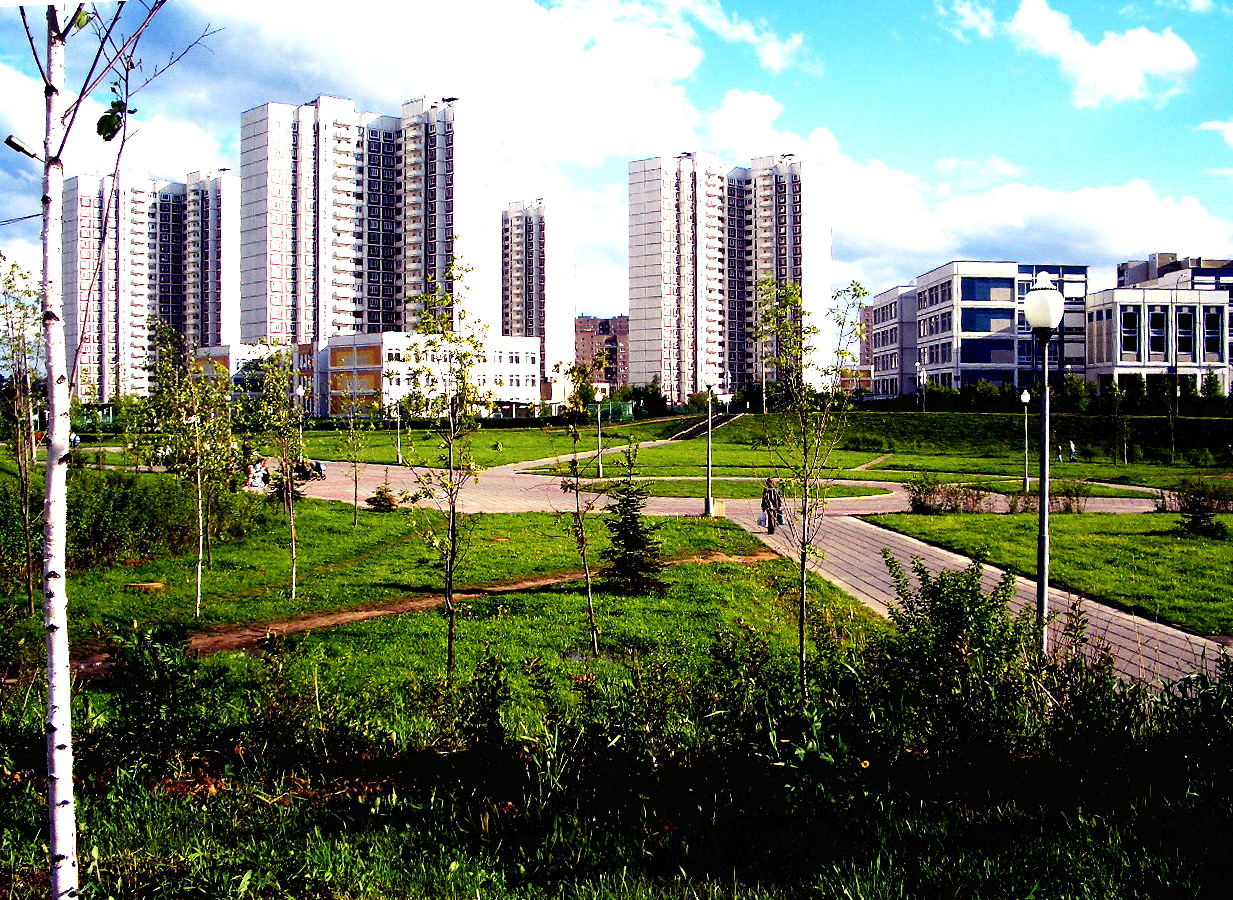
16-й микрорайон Зеленограда
7-й микрорайон г. Рубежное
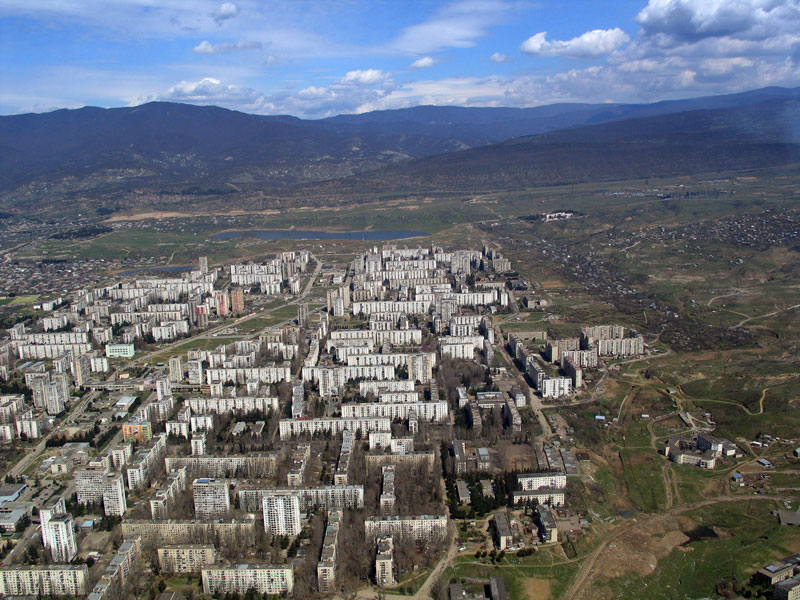
Типовая застройка Глдани, Тбилиси
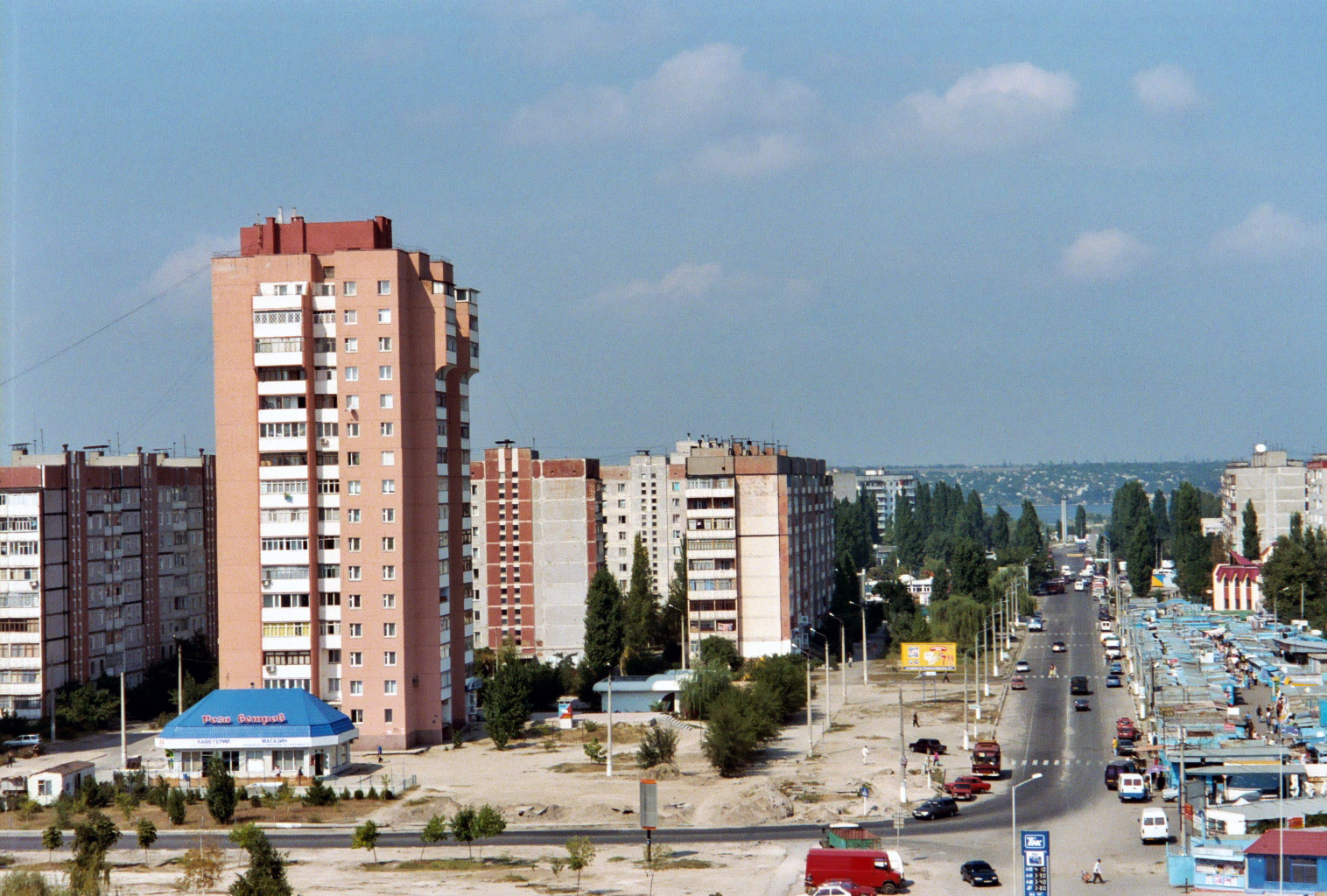
Микрорайон «Намыв» в Николаеве
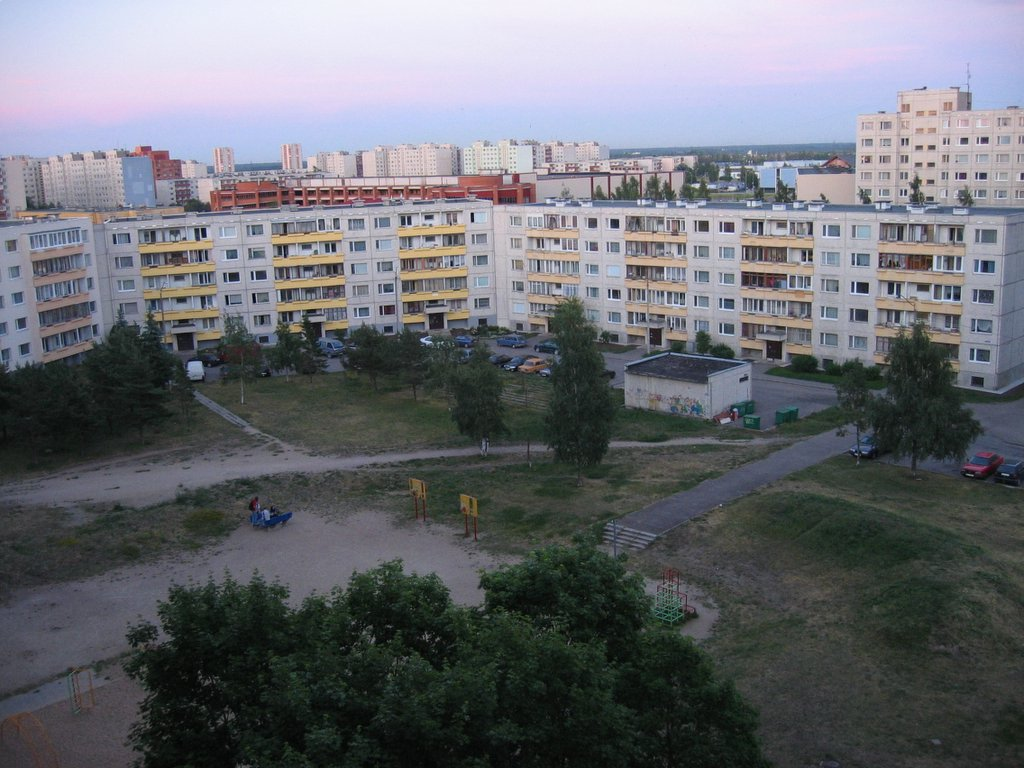
Двор микрорайона в Ласнамяэ, Таллин
Двор в Северо-западном микрорайоне, Чебоксары
Микрорайон имени Маркова в Дмитрове
Микрорайон «Мальково» в городе Наро-Фоминске
Микрорайон Яна Фабрициуса в Сочи
3-й микрорайон «Куркино» на окраине Москвы
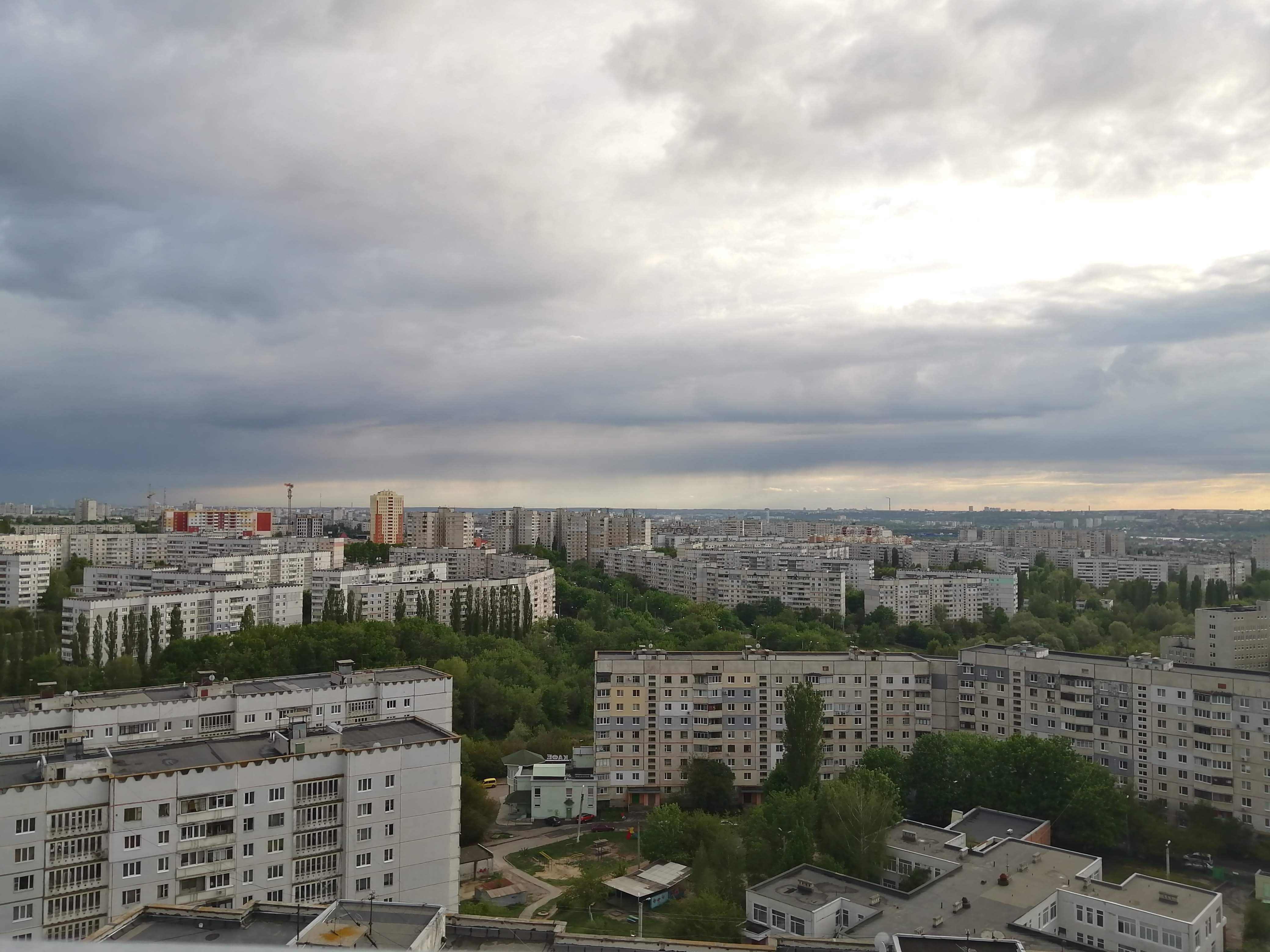
Микрорайон «Северная Салтовка» в Харькове